# 運命の赤い糸
運命の赤い糸（うんめいのあかいいと）とは、中国に発し東アジアで広く信じられている、人と人を結ぶ伝説の存在である。中国語では「紅線」（簡体字：紅线、拼音:  hóngxiàn）と呼ばれる。

## 解説
いつか結ばれる男と女は、足首を赤い糸（赤い縄）で結ばれているとされる。この赤い糸をつかさどるのは月下老人（「月老（ユエラオ）」とも）という老人で、結婚や縁結びなどの神だという。『太平広記』に記載されたこの神にまつわる奇談『定婚店』から、仲人や結婚の仲立ちをする者を指す者を「月下老」というようになった（後述）。日本では、「足首の赤い縄」から、「手の小指の赤い糸」へと変わっている。
赤い糸に力があるという考えは世界各地に見られる。ユダヤ人の間では、邪視のもたらす災いから身を守る為に赤い毛糸を左手首に巻くという習慣（セグラ segula）があり、アメリカなどにも幸運のお守りとして広まっている。トーラーやハラーハー、あるいはカバラにもこうした習慣への直接の言及はないが、一般にはカバラに基づいた伝承とされ、ベツレヘム近郊のラケルの墓所には今も参拝者が巻いた赤い糸が多数見られる。また仏教国の中には、右手首に赤い糸をお守りとして巻くところもある。日本では千人針に赤い糸が使われた。
決して切れることのない「運命の赤い糸」は、現在でも西洋での「双子の炎」（twin flame, 運命で決められた二人のそれぞれの中で燃えている火）や「魂の伴侶」（soulmate, ソウルメイト）などの言い伝えと同じ様に東アジアで言い伝えられている。日本や他の東アジア諸国でも、テレビドラマやアニメなど大衆文化の中に「赤い糸」は頻出する。特に少女漫画では定番のモチーフとなっている。
「見えない」のに「赤い」のは形容矛盾であり、類似した例に見えざるピンクのユニコーンがある。

## 由来
北宋時代に作られた前漢以来の奇談を集めた類書『太平広記』に記載されている逸話『定婚店』に赤い糸が登場する。
唐の時代の韋固（いこ）という人物が旅の途中、宋城の南の宿場町で不思議な老人と会う。この老人は月光の下、寺の門の前で大きな袋を置いて冥界の書物（「鴛鴦譜」）を読んでいた。聞くと老人は現世の人々の婚姻を司っており、冥界で婚姻が決まると赤い縄の入った袋を持って現世に向かい、男女の足首に決して切れない縄を結ぶという。この縄が結ばれると、距離や境遇に関わらず必ず二人は結ばれる運命にあるという。
以前から縁談に失敗し続けている韋固は、目下の縁談がうまくゆくかどうかたずねるが、老人はすでに韋固には別人と結ばれた赤い縄があるため破談すると断言する。では赤い縄の先にいるのは誰かと聞けば、相手はこの宿場町で野菜を売る老婆が育てる3歳の醜い幼女であった。怒った韋固は召使に幼女を殺すように命令し、召使は幼女の眉間に刀を一突きして逃げたが殺害には失敗した。
縁談がまとまらないまま14年が過ぎ、相州で役人をしていた韋固は、上司の17歳になる美しい娘を紹介されついに結婚した。この娘の眉間には傷があり、幼い頃、野菜を売る乳母に市場で背負われていると乱暴者に襲い掛かられて傷つけられたという。韋固は14年前のことを全て打ち明けて二人は互いに結ばれ、この話を聞いた宋城県令は宿場町を定婚店と改名した。
このほか、『開元遺事』に次のような話がある。
郭元振は若い時に容姿美しく、才能もあった。宰相の張嘉貞が婿にとろうとしたところ、元振は「公の家には五人の娘がいるそうですが、その美醜を知りません。あわてて間違いがあったらいけないので、実見を待って判断したく思います」と答えた。宰相は、「私の娘はどれも容色に優れています。あなたにふさわしいのが誰か私にはわかりません。あなたの風貌は並の方ではありません。わたしは娘たちに糸を持たせて幕の前に座らせますから、あなたがどれかの糸を引いてください。その糸を持つ娘を差し上げます」と答えた。元振は喜んでこれに従った。結局一本の「紅絲線」を引くと、三女が当たった。大そう美しい女性で、夫の出世に伴い彼女も尊い地位を得た。

## 赤い糸を扱った作品
- Gina Biggs作の少女マンガ『Red String』（ダークホースコミックス刊）では、欧米人作家作でも登場人物は大半が日本人であり、欧米における赤い糸＝日本（等の東アジア）という図式がわかる。
- 妹背山婦女庭訓
- 赤い糸 (小説)
- 地獄少女-ここでは人間同士の怨みを晴らす為のキーアイテムとして登場する。
- Red Rope: Don't Fall Behind (コンピュータゲーム) 2016
- ヒモ(紐) 楽曲(澤田和宏)